# Rivière à la Chasse (Baie-Comeau)
Pour les articles homonymes, voir Chasse (homonymie).
Ne doit pas être confondu avec Rivière à la Chasse (lac Saint-Jean).
La rivière à la Chasse est un affluent du golfe du Saint-Laurent, coulant dans la ville de Baie-Comeau, dans la municipalité régionale de comté (MRC) du Manicouagan, dans la région administrative de Côte-Nord, dans la province de Québec, au Canada.
La partie ouest de la vallée de la rivière à la Chasse est desservie par la route Trans-Québec-Labrador et des routes forestières; la partie inférieure, par la route 138. Outre la zone urbaine (secteur de Haute-Rive) en fin de segment, la sylviculture constitue la principale activité économique de cette vallée.
La surface de la rivière à la Chasse est habituellement gelée du début de décembre à la fin mars, sauf les zones de rapides; toutefois la circulation sécuritaire sur la glace se fait généralement de la mi-décembre à la mi-mars.[réf. nécessaire]

## Géographie
La rivière à la Chasse tire sa source du lac Castelnau (longueur: 4,5 km; largeur: 2,4 km; altitude: 128 m) dans Baie-Comeau. Cette source est située à:
- 1,0 km à l'ouest du lac à la Chasse;
- 8,5 km au nord-est du centre-ville de Baie-Comeau;
- 6,6 km au nord-ouest de l'embouchure de la rivière à la Chasse[3].

La rivière à la Chasse coule entre la rivière Amédée (située du côté ouest) et la rivière aux Anglais (côté est). À partir du barrage à l'embouchure du lac Castelnau, la rivière à la Chasse coule sur 9,9 km avec une dénivellation de 126 m, selon les segments suivants:
- 1,4 km vers le nord-est, relativement en ligne droite, jusqu'à une baie de la rive nord du Lac à la Chasse;
- 3,3 km vers le sud en traversant le Lac à la Chasse (longueur: 4,0 km; altitude: 52 m) jusqu'au barrage situé à son embouchure;
- 5,2 km d'abord vers le sud sur 3,7 km en coupant la route 138 jusqu'à un ruisseau (venant du sud-ouest); puis sur 1,5 km vers l'est, jusqu’à son embouchure[3].

La rivière à la Chasse se déverse au fond d'une petite baie sur rive nord du golfe du Saint-Laurent, entre le secteur Haute-Rive (côté est) et le secteur Baie-Comeau (côté ouest), soit à:
- 9,6 km au nord-est de l'embouchure de la rivière Manicouagan;
- 4,3 km au nord de Pointe-Lebel où est située l'aéroport régional;
- 5,0 km au nord-est du centre-ville de Baie-Comeau[3].

## Toponymie
Le toponyme « rivière à la Chasse » a été officialisé le 5 décembre 1968 à la Banque des noms de lieux de la Commission de toponymie du Québec.